# Tennis da spiaggia ai II Giochi del Mediterraneo sulla spiaggia
Le gare di tennis da spiaggia ai II Giochi del Mediterraneo sulla spiaggia si sono svolti dal 25 al 31 agosto 2019 a Patrasso, in Grecia.

## Podi
| Evento           | Oro                                        | Argento                                            | Bronzo                                   |
| Torneo maschile  | Tommaso Giovannini Dennis Valmori          | Antonio Miguel Ramos Viera Gerard Rodríguez Querol | Nicolas Gianotti Mathieu Guegano         |
| Torneo femminile | Nicole Nobile Ninny Jannika Valentini      | Veronica Casadei Greta Giusti                      | Eva Fernández Palos Sabrina López García |
| Torneo misto     | Ninny Jannika Valentini Diego Bollettinari | Nicole Nobile Tommaso Giovannini                   | Nicolò Bombini Alice Grandi              |

## Medagliere
| Pos.   | Paese      | Oro | Argento | Bronzo | Tot |
| ------ | ---------- | --- | ------- | ------ | --- |
| 1      | Italia     | 3   | 2       | 0      | 5   |
| 2      | Spagna     | 0   | 1       | 1      | 2   |
| 3      | Francia    | 0   | 0       | 1      | 1   |
| 3      | San Marino | 0   | 0       | 1      | 1   |
| Totale | Totale     | 3   | 3       | 3      | 9   |